# علی‌موشو
علی‌موشو (به لاتین: Alimosho) یک سکونتگاه مسکونی در نیجریه است که در لاگوس واقع شده‌است.

## خصوصیات
علی‌موشو ۱٬۲۸۸٬۷۱۴ نفر جمعیت دارد.